# La Comarca de Puertollano
La Comarca de Puertollano es un periódico independiente fundado por Julián Gómez en el cual se puede leer información relativa a Puertollano y a su comarca, así como también provincial y regional.
Editado por la empresa La Comarca de Puertollano SL, comenzó a publicarse en papel con una periodicidad mensual en 1995. Posteriormente, en 1999, dio comienzo a su presencia en internet, siendo el primero medio de comunicación de Puertollano en hacerlo.
Ya en enero de 2005 potencia su edición digital, comenzando a publicar las noticias 'al minuto'. La inmediatez, precisamente, es lo que le más caracteriza, con información a cualquier hora del día los siete días de la semana.
La Comarca de Puertollano es, además, un medio respetado y reconocido en su ámbito de influencia por su rigurosa información, por su presencia constante y por su cercanía a la idiosincrasia tanto de la ciudad como de la comarca, lo que le convierte en el periódico local más leído en la zona.